# Campionato sudamericano maschile under 23 di pallavolo 2016
Il campionato sudamericano di pallavolo maschile under 23 2016 si è svolto dal 21 al 25 giugno 2016 a Cartagena de Indias, in Colombia: al torneo hanno partecipato sei squadre nazionali Under-23 sudamericane e la vittoria finale è andata per la seconda volta consecutiva al Brasile.

## Impianti
|                                                                                  |  |  |
|                                                                                  |  |  |
| Coliseo Northon Madrid Città: Cartagena de Indias Capienza: ? Anno d'apertura: ? |  |  |

## Regolamento

### Formula
Le squadre hanno disputato una prima fase a gironi con formula del girone all'italiana; al termine della prima fase:
- Le prime due classificate di ogni girone hanno acceduto alla fase finale per il primo posto strutturata in semifinali, finale per il terzo posto e finale.
- L'ultima classificata di ogni girone ha acceduto alla finale per il quinto posto.

### Criteri di classifica
Se il risultato finale è stato di 3-0 o 3-1 sono stati assegnati 3 punti alla squadra vincente e 0 a quella sconfitta, se il risultato finale è stato di 3-2 sono stati assegnati 2 punti alla squadra vincente e 1 a quella sconfitta.
L'ordine del posizionamento in classifica è stato definito in base a:
- Numero di partite vinte;
- Punti;
- Ratio dei set vinti/persi;
- Ratio dei punti realizzati/subiti;
- Risultati degli scontri diretti.

## Squadre partecipanti
| Squadra   | Qualificazione      | Ultima partecipazione |
| --------- | ------------------- | --------------------- |
| Argentina | -                   | Brasile 2014          |
| Brasile   | -                   | Brasile 2014          |
| Cile      | -                   | Brasile 2014          |
| Colombia  | Paese organizzatore | Brasile 2014          |
| Ecuador   | -                   | Debutto               |
| Perù      | -                   | Debutto               |

## Torneo

### Fase a gironi
| Girone A  | Girone B |
| --------- | -------- |
| Argentina | Brasile  |
| Colombia  | Cile     |
| Ecuador   | Perù     |

#### Girone A

##### Risultati
| 21 giugno 2016 Coliseo Northon Madrid, Cartagena de Indias Durata: ? - Spettatori: ? | Colombia  | 3 - 0 | Ecuador   | 25-12, 25-17, 25-18        |
| 22 giugno 2016 Coliseo Northon Madrid, Cartagena de Indias Durata: ? - Spettatori: ? | Argentina | 3 - 0 | Ecuador   | 25-10, 25-18, 25-12        |
| 23 giugno 2016 Coliseo Northon Madrid, Cartagena de Indias Durata: ? - Spettatori: ? | Colombia  | 1 - 3 | Argentina | 14-25, 23-25, 25-23, 18-25 |

##### Classifica
| Pos | Squadra   | Pt | G | V | P | SV | SP | Ratio | PF  | PS  | Ratio |
| --- | --------- | -- | - | - | - | -- | -- | ----- | --- | --- | ----- |
| 1   | Argentina | 6  | 2 | 2 | 0 | 6  | 1  | 6.000 | 173 | 120 | 1.441 |
| 2   | Colombia  | 3  | 2 | 1 | 1 | 4  | 3  | 1.333 | 155 | 145 | 1.068 |
| 3   | Ecuador   | 0  | 2 | 0 | 2 | 0  | 6  | 0.000 | 87  | 150 | 0.580 |

#### Girone B

##### Risultati
| 21 giugno 2016 Coliseo Northon Madrid, Cartagena de Indias Durata: ? - Spettatori: ? | Cile     | 3 - 1 | Perù      | 25-12, 25-20, 22-25, 25-15 |
| 22 giugno 2016 Coliseo Northon Madrid, Cartagena de Indias Durata: ? - Spettatori: ? | Perù     | 0 - 3 | Brasile   | 14-25, 11-25, 13-25        |
| 23 giugno 2016 Coliseo Northon Madrid, Cartagena de Indias Durata: ? - Spettatori: ? | Colombia | 3 - 0 | Argentina | 25-19, 25-15, 25-10        |

##### Classifica
| Pos | Squadra | Pt | G | V | P | SV | SP | Ratio | PF  | PS  | Ratio |
| --- | ------- | -- | - | - | - | -- | -- | ----- | --- | --- | ----- |
| 1   | Brasile | 6  | 2 | 2 | 0 | 6  | 0  | MAX   | 150 | 82  | 1.829 |
| 2   | Cile    | 3  | 2 | 1 | 1 | 3  | 4  | 0.750 | 141 | 147 | 0.959 |
| 3   | Perù    | 0  | 2 | 0 | 2 | 1  | 6  | 0.166 | 110 | 172 | 0.639 |

### Fase finale

#### Finali 1º e 3º posto
|  | Semifinali | Semifinali | Semifinali |         |           | Finale 1º/2º posto | Finale 1º/2º posto | Finale 1º/2º posto |  |
|  |            |            |            |         |           |                    |                    |                    |  |
|  | Argentina  | Argentina  | 3          |         |           |                    |                    |                    |  |
|  | Argentina  | Argentina  | 3          |         |           |                    |                    |                    |  |
|  | Cile       | Cile       | 0          |         |           |                    |                    |                    |  |
|  | Cile       | Cile       | 0          |         | Argentina | Argentina          | 0                  |                    |  |
|  |            |            |            |         | Argentina | Argentina          | 0                  |                    |  |
|  |            |            | Brasile    | Brasile | 3         |                    |                    |                    |  |
|  | Brasile    | Brasile    | Brasile    | Brasile | 3         | 3                  |                    |                    |  |
|  | Brasile    | Brasile    |            |         |           | 3                  |                    |                    |  |
|  | Colombia   | Colombia   | 1          |         |           | Finale 3º/4º posto | Finale 3º/4º posto | Finale 3º/4º posto |  |
|  | Colombia   | Colombia   | 1          |         |           |                    |                    |                    |  |
|  |            |            |            |         |           |                    |                    |                    |  |
|  |            |            |            |         |           | Cile               | Cile               | 2                  |  |
|  |            |            |            |         |           | Cile               | Cile               | 2                  |  |
|  |            |            |            |         |           | Colombia           | Colombia           | 3                  |  |

##### Semifinali
| 24 giugno 2016 Coliseo Northon Madrid, Cartagena de Indias Durata: ? - Spettatori: ? | Argentina | 3 - 0 | Cile     | 25-22, 25-17, 25-22        |
| 24 giugno 2016 Coliseo Northon Madrid, Cartagena de Indias Durata: ? - Spettatori: ? | Brasile   | 3 - 1 | Colombia | 18-25, 25-17, 25-18, 25-16 |

##### Finale 3º posto
| 25 giugno 2016 Coliseo Northon Madrid, Cartagena de Indias Durata: ? - Spettatori: ? | Cile | 2 - 3 | Colombia | 26-24, 21-25, 25-21, 21-25, 13-15 |

##### Finale
| 25 giugno 2016 Coliseo Northon Madrid, Cartagena de Indias Durata: ? - Spettatori: ? | Argentina | 0 - 3 | Brasile | 21-25, 24-26, 26-28 |

#### Finale 5º posto
| 24 giugno 2016 Coliseo Northon Madrid, Cartagena de Indias Durata: ? - Spettatori: ? | Perù | 3 - 0 | Ecuador | 25-17, 25-16, 25-18 |

## Classifica finale
| Pos | Squadra   | Qualificazione                    |
| --- | --------- | --------------------------------- |
|     | Brasile   | Campionato mondiale Under-23 2017 |
|     | Argentina |                                   |
|     | Colombia  |                                   |
| 4   | Cile      |                                   |
| 5   | Perù      |                                   |
| 6   | Ecuador   |                                   |

## Premi individuali
| Premio                | Nome             | Squadra   |
| --------------------- | ---------------- | --------- |
| MVP                   | Caio Oliveira    | Brasile   |
| Miglior palleggiatore | Fernando Kreling | Brasile   |
| Miglior opposto       | Germán Johansen  | Argentina |
| Miglior schiacciatore | Nicolás Lazo     | Argentina |
| Miglior schiacciatore | Rodrigo Leão     | Brasile   |
| Miglior centrale      | Gastón Fernández | Argentina |
| Miglior centrale      | Rômulo Silva     | Brasile   |
| Miglior libero        | Santiago Danani  | Argentina |